# Lijst van voetbalinterlands Bosnië en Herzegovina - Costa Rica
Deze lijst van voetbalinterlands is een overzicht van alle officiële voetbalwedstrijden tussen de nationale teams van Bosnië en Herzegovina en Costa Rica. De landen speelden tot op heden een keer tegen elkaar. Dat was een vriendschappelijke wedstrijd in Zenica 27 maart 2021.

## Wedstrijden
| № | Plaats | Datum         | Competitie        | Wedstrijd                          | Uitslag |
| - | ------ | ------------- | ----------------- | ---------------------------------- | ------- |
| 1 | Zenica | 27 maart 2021 | Vriendschappelijk | Bosnië en Herzegovina – Costa Rica | 0 – 0   |

## Samenvatting
| Competitie        | Totaal gespeeld | Winst Bosnië en Her. | Gelijk | Winst Costa Rica | Doelsaldo Bosnië en Her. – Costa Rica |
| ----------------- | --------------- | -------------------- | ------ | ---------------- | ------------------------------------- |
| Vriendschappelijk | 1               | 0                    | 1      | 0                | 0 − 0                                 |
| Totaal            | 1               | 0                    | 1      | 0                | 0 − 0                                 |